# Рава (Ярва)
Ра́ва (ест. Rava küla) — село в Естонії, у волості Ярва повіту Ярвамаа.

## Населення
Чисельність населення на 31 грудня 2011 року становила 23 особи.

## Географія
Через населений пункт проходить автошлях 15150 (Амбла — Рава). Дорога 15192 з'єднує Рава з селом Роосна. Від села починається автошлях 15119 (Ялалипе — Рава)

## Історія
До 21 жовтня 2017 року село входило до складу волості Амбла.